# Nowy Przechód
Nowy Przechód (ok. 1855 m) – poziomy odcinek grani między Nowym Wierchem (2009 m) a Nową Przełęczą (1845 m) w Tatrach Bielskich na Słowacji. Znajduje się w zachodniej części ich grani głównej i wznosi około 10 m powyżej Nowej Przełęczy. Pomiędzy nią a Nowym Przechodem znajduje się jeszcze trawiasta bula, na południową stronę opadająca pionową ścianą o wysokości około 30 m. Północne stoki Nowego Przechodu opadają do Nowej Doliny, południowe do jednej z odnóg Zadniego Stefanowego Żlebu. Z obydwu tych stron na Nowy Przechód można wyjść bez trudności.
Rejon przechodu jest trawiasty. Jego nazwę po raz pierwszy wprowadził Władysław Cywiński w 4 tomie przewodnika Tatry.